# Chelsea Embankment

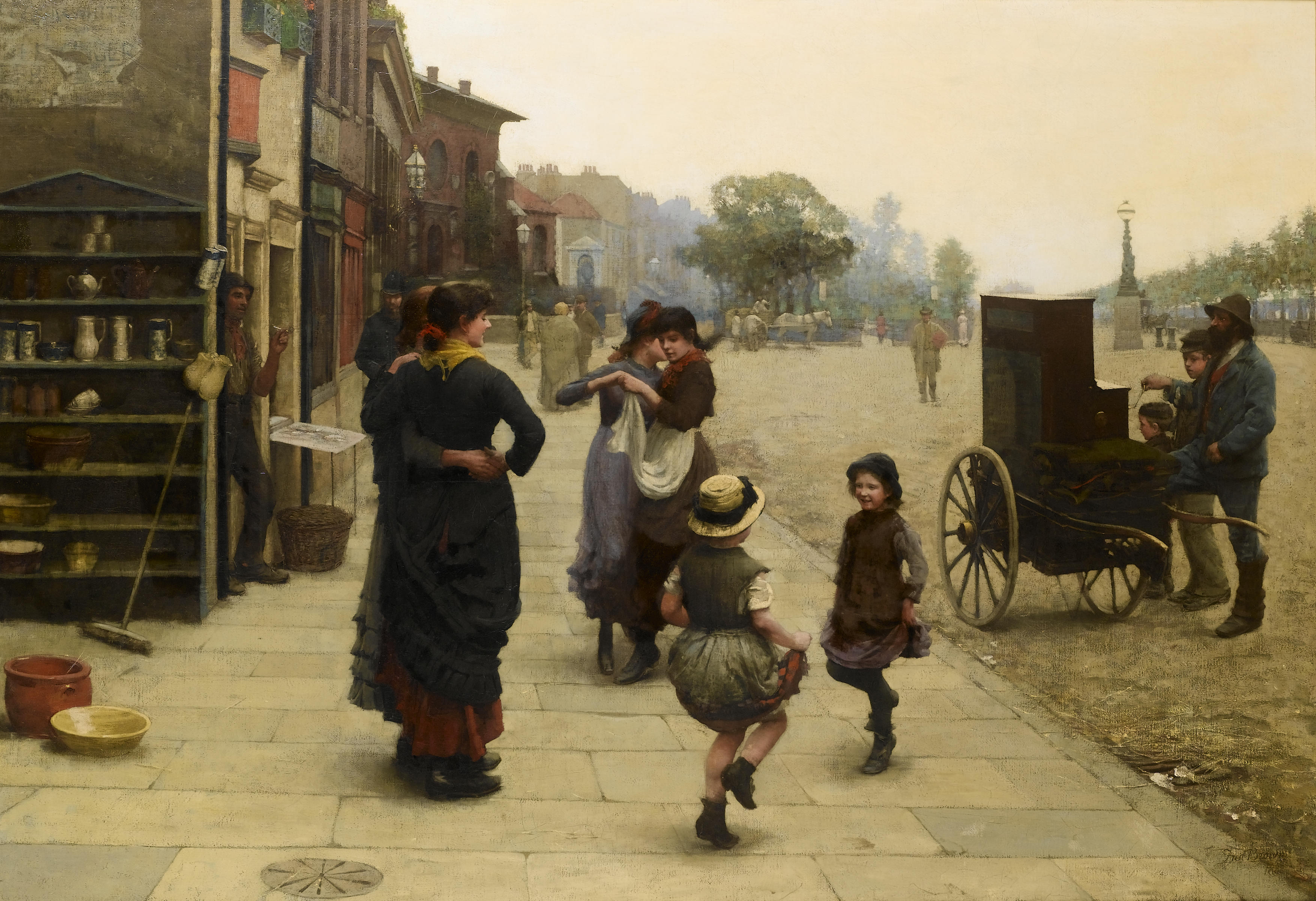
Frederick Brown: An impromptu dance - una scena sul Chelsea Embankment, 1883

Il Chelsea Embankment è un tratto del Thames Embankment, una strada e via pedonale sita lungo la riva nord del fiume Tamigi al centro di Londra.
L'estremo ovest del Chelsea Embankment, tra cui un tratto di Cheyne Walk, si trova nel Royal Borough di Kensington e Chelsea mentre l'estremità orientale, compresa Grosvenor Road e Millbank, si trova nella City of Westminster. Sotto la strada si trova il principale collettore fognario che raccoglie le acque reflue di Londra convogliandole da ovest verso est a Beckton.
Il Chelsea Bridge e l'Albert Bridge si trovano a sud. Il Royal Hospital Chelsea si trova a nord e la stazione della metropolitana di Sloane Square è la più vicina a nord.
Dal 19 febbraio 2007, si trova al confine con la London Congestion Charge Zone.

## Storia

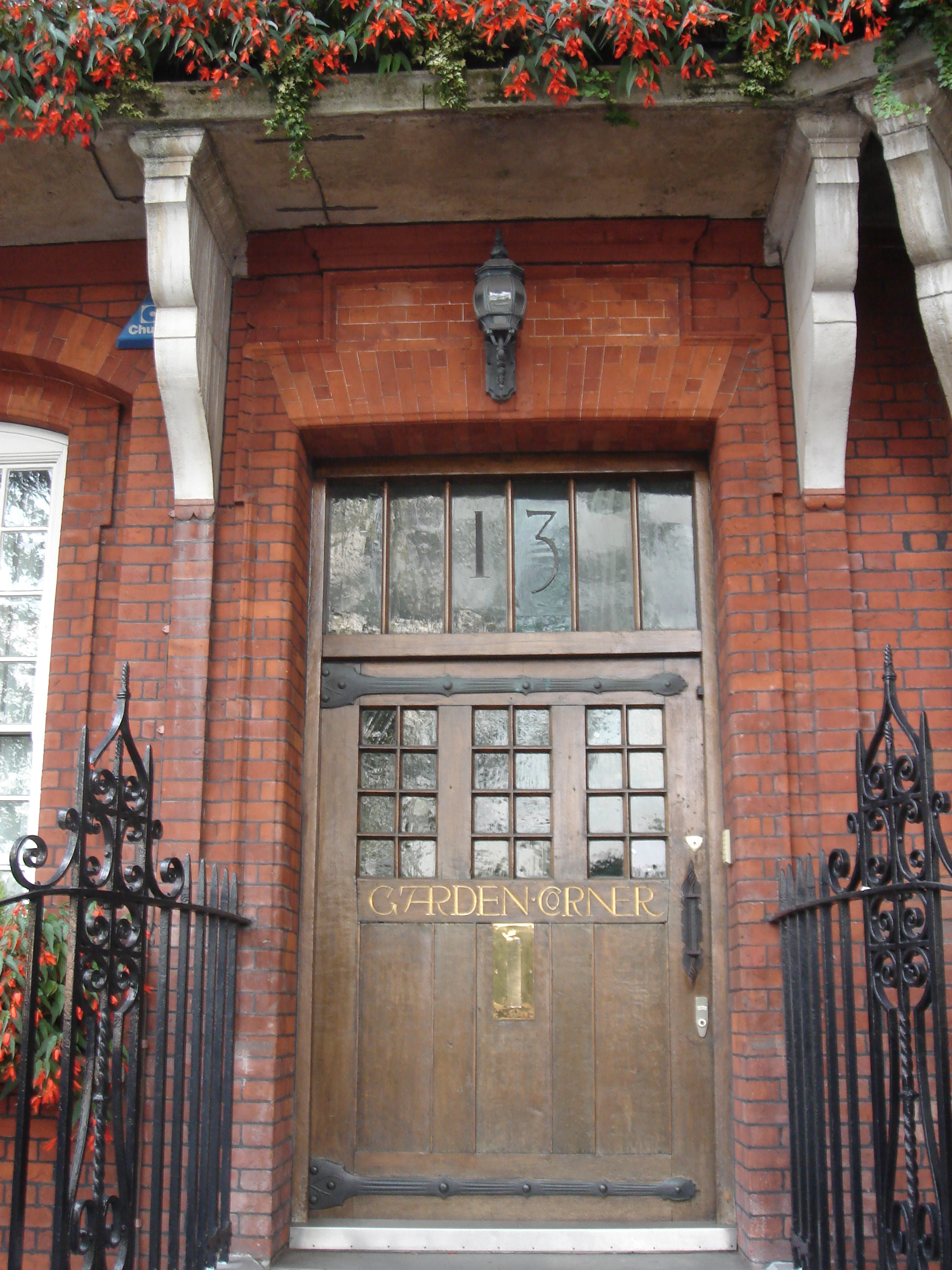
Garden Corner, 13 Chelsea Embankment, Londra

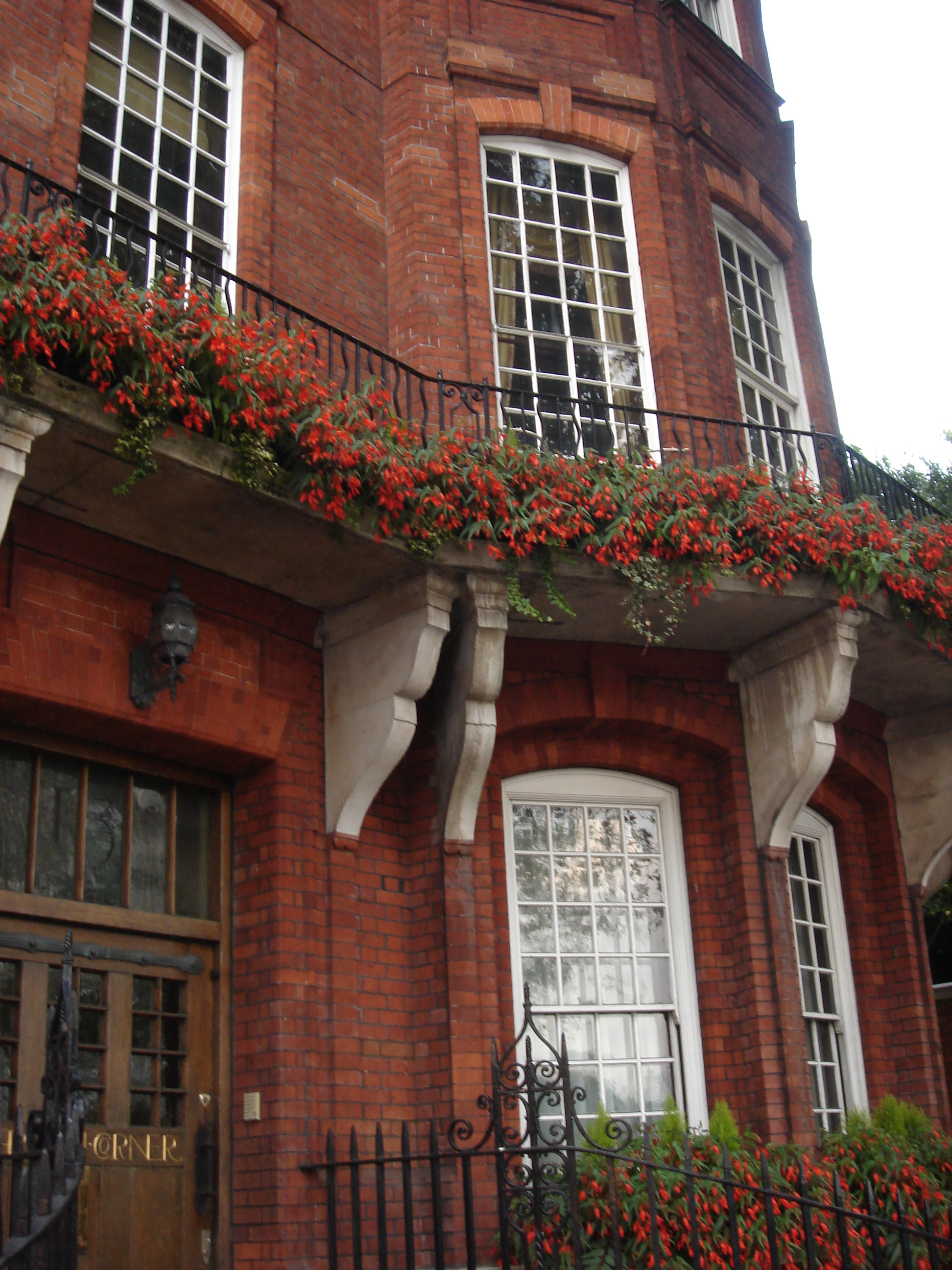
Garden Corner, 13 Chelsea Embankment, Londra

L'embankment venne completato nel 1874 su progetto di Joseph Bazalgette e fu parte del grande schema del Metropolitan Board of Works per dare a Londra un moderno sistema fognario.

## Edifici che si affacciano sull'argine del Tamigi

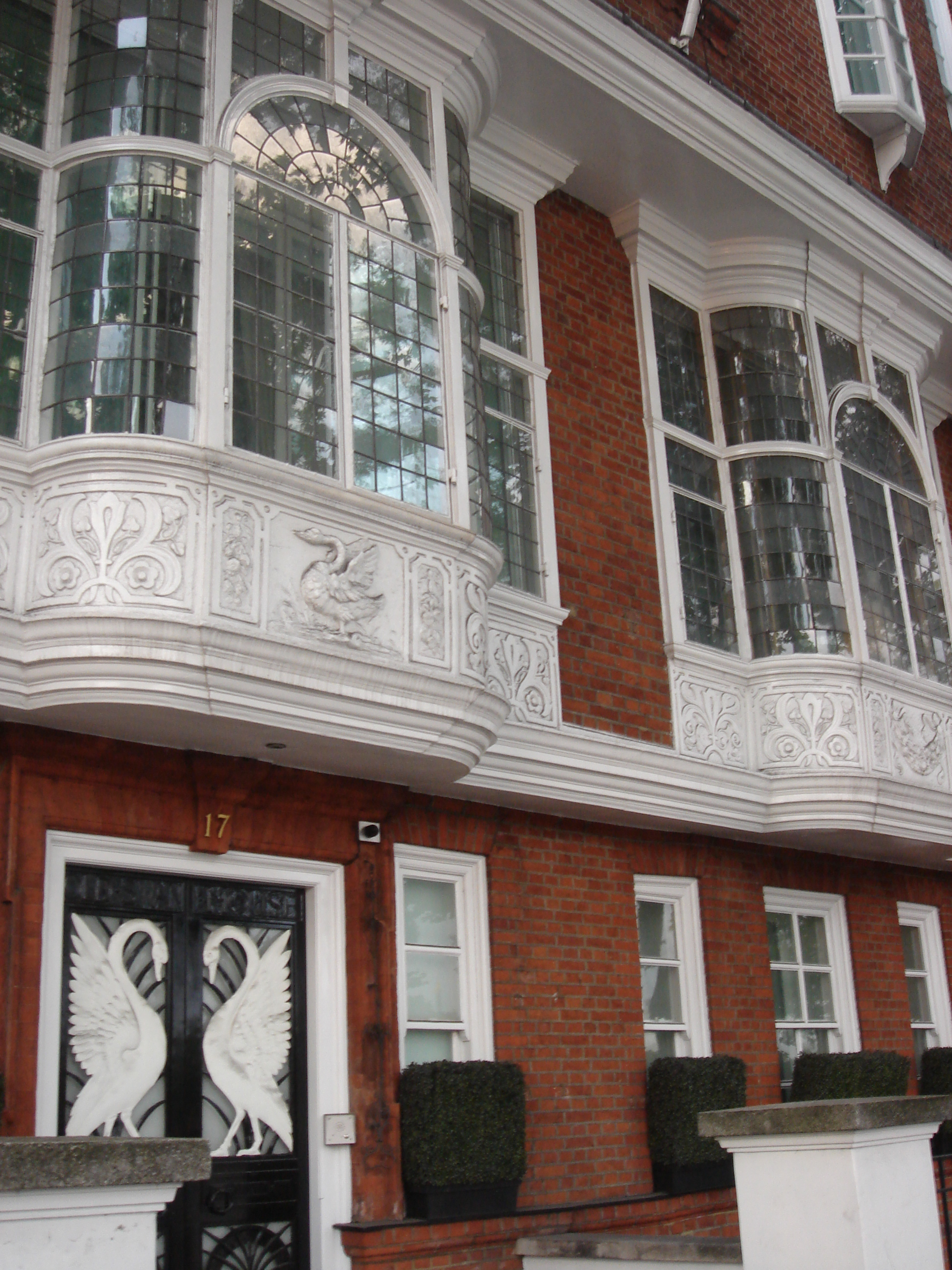
Swan House

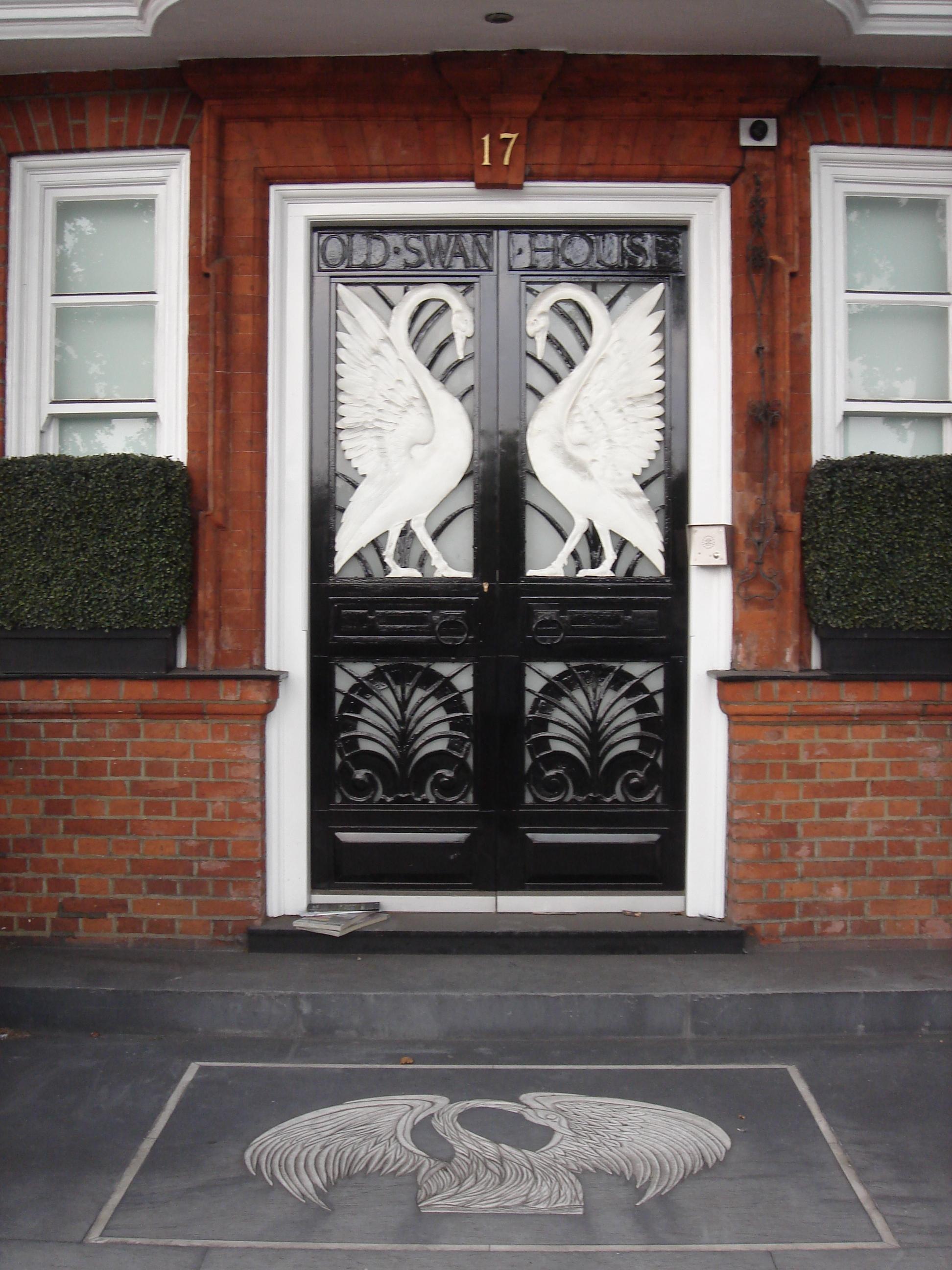
Swan House

- Garden Corner, 13 Chelsea Embankment - Immobile di interesse storico Grade II*
- Swan House, 17 Chelsea Embankment - Immobile di interesse storico Grade II*